# Unterlassene Hilfeleistung; Behinderung von hilfeleistenden Personen
Die unterlassene Hilfeleistung; Behinderung von hilfeleistenden Personen ist ein Straftatbestand des Strafrechts Deutschlands und in § 323c StGB geregelt.

## Geschichte
Ursprünglich handelte es sich bei der unterlassenen Hilfeleistung lediglich um eine Übertretung, die in § 360 Nr. 10 StGB alter Fassung (a. F.) geregelt war und noch auf das napoleonische Code pénal zurückgeht. Der nationalsozialistische Gesetzgeber verschärfte den Straftatbestand mit der Strafrechtsnovelle vom 28. Juni 1935 unter Berufung auf „den im nationalsozialistischen Staate eingetretenen Wandel in den Auffassungen über die Pflichten des einzelnen gegenüber der Volksgemeinschaft und den anderen Volksgenossen“, indem er die Straftat zu einem Vergehen aufstufte und in § 330c StGB a. F. neu normierte. Der Bundesgesetzgeber behielt die verschärfte Version aus der Zeit des Nationalsozialismus bei und verschob lediglich die Norm auf den heutigen § 323c StGB. Die Höchststrafe ist weiterhin Freiheitsstrafe bis zu einem Jahr.
§ 323c Abs. 2 StGB („Behinderung von hilfeleistenden Personen“) wurde durch Gesetz vom 23. Mai 2017 als Reaktion auf die zunehmende Anzahl von Schaulustigen an Unfallorten (sogenannte „Gaffer“) neu hinzugefügt. Die unterlassene Hilfeleistung ist dadurch in § 323c Abs. 1 StGB normiert.

## Geschützte Rechtsgüter und Strafgrund
Geschütze Rechtsgüter der Strafrechtsnorm unterlassene Hilfeleistung sind nach herrschender Meinung die Individual-Rechtsgüter des in Not Geratenen, entweder allein oder „jedenfalls auch“/„zumindest auch“. Als Zweck der Norm gilt dennoch nach herrschender Meinung die Sicherung der Nothilfe, also Strafgrund ist danach „die Verletzung der Hilfspflicht bei Unglücksfällen oder allgemeiner Gefahr“.

## Tatbestand
Strafbar macht sich, wer „bei Unglücksfällen oder gemeiner Gefahr oder Not nicht Hilfe leistet, obwohl dies erforderlich und ihm den Umständen nach zuzumuten, insbesondere ohne erhebliche eigene Gefahr und ohne Verletzung anderer wichtiger Pflichten möglich ist“.
Ein Unglücksfall ist ein Zustand, der eine unmittelbare Gefahr für Leib und Leben oder bedeutende Sachgüter bedeutet. Entscheidend ist, dass ein sofortiges Eingreifen erforderlich ist. Neben den Unglücken im klassischen Sinne gehören auch Naturgewalten, Krankheiten sowie vorsätzliche Straftaten Dritter zu den Unglücksfällen, nicht jedoch die normal verlaufende Geburt. In der Rechtsprechung war lange Zeit umstritten, ob ein Suizid einen Unglücksfall darstellt; dies wurde 1954 durch den Großen Senat für Strafsachen des Bundesgerichtshofs in einer Grundsatzentscheidung bejaht. In der Rechtswissenschaft wird dies zumindest für die frei verantwortliche Selbsttötung bezweifelt. Die Ansicht der Rechtsprechung führt bisweilen zu großen Schwierigkeiten bei der Abgrenzung zur – grundsätzlich straflosen – Beihilfe zum Suizid, was die Rechtsprechung durch eine angenommene Unzumutbarkeit der Hilfe zu lösen versucht.
Die unterlassene Hilfeleistung ist ein echtes Unterlassungsdelikt, bei dem allein das Unterlassen des Täters (das Nichtleisten der Hilfe) zur Erfüllung des Tatbestands ausreicht. Vollendet ist die Tat, sobald der Täter seinen Entschluss, nicht zu helfen, nach außen kundtut bzw. betätigt. Auf den Erfolg der Hilfe kommt es nicht an, sodass der Täter auch dann von der Strafbarkeit befreit ist, wenn die Hilfe letztlich erfolglos war. Anders als bei den unechten Unterlassungsdelikten ist der Täter hingegen nicht von der Strafbarkeit befreit, wenn der Taterfolg von anderer Seite (etwa einem anderen Helfer) abgewendet wurde. Da bereits die Verzögerung der Hilfe ausreicht, um die Tat zu vollenden, gibt es kein Versuchsstadium, somit ist eine versuchte unterlassene Hilfeleistung nicht möglich.
Ist dem Täter eine Hilfe nicht zumutbar, insbesondere ohne erhebliche eigene Gefahr und ohne Verletzung anderer wichtiger Pflichten nicht möglich, liegt nach herrschender Meinung ein Tatbestandsmerkmal nicht vor und der Täter handelt straflos. Zu den erheblichen eigenen Gefahren gehören nicht nur die Rechtsgüter Leib, Leben und Freiheit, sondern z. B. auch erhebliche Vermögenseinbußen. Kleinere Unannehmlichkeiten reichen hingegen nicht aus. Die Zumutbarkeit ist durch Abwägung der widerstreitenden Interessen zu ermitteln. Die zu rettenden Interessen müssen die gefährdeten Interessen des Helfers wesentlich überwiegen.
Die Norm ist in der herrschenden Lehre nicht unumstritten, einige halten die Norm wegen ihrer fehlenden Bestimmtheit für verfassungswidrig.
Die unterlassene Hilfeleistung tritt gegenüber Begehungsdelikten und allen vorsätzlichen unechten Unterlassungsdelikten zurück. Bei fahrlässigen unechten Unterlassungsdelikten liegt Tateinheit vor, ebenso bei unerlaubtem Entfernen vom Unfallort. Die unterlassene Hilfeleistung tritt ferner gegenüber der Nichtanzeige geplanter Straftaten zurück.

## Fallzahlen
Im Jahr 2003 wurden 81 Personen wegen Unterlassener Hilfeleistung verurteilt. Die Norm hat aber in der Praxis eine weitaus größere Bedeutung, da sie häufig in Konkurrenz zu anderen Straftatbeständen steht.

## Schadensersatzgrundlage
§ 323c Abs. 1 StGB ist nach der Rechtsprechung auch ein Schutzgesetz im Sinne des Deliktsrechts. Daher kann ein Verstoß gegen das Gebot der unterlassenen Hilfeleistung auch Grundlage für einen Anspruch auf Schadensersatz sein (einschließlich Schmerzensgeld).